# 完颜秉德
完颜秉德（1120年—1150年），女真名乙卒，金朝皇族。秦王完颜宗翰孫，父完颜真珠。
金熙宗属下西南路招討使，後爲汴京留守、兵部尚書。1146年（皇統六年），昇参知政事，1148年（皇統八年）和乌林答蒲鲁虎察访郡县，在燕京進平章政事。和郎中三合建议辽阳的渤海人屯守燕京，近侍高寿星不愿意南迁，和裴满皇后诬陷完颜秉德，完颜秉德被杖责，怨恨金熙宗。1149年（皇統9年）昇平章政事。和同族金太宗孫完颜乌带、女真貴族唐括辯殺害熙宗於寝殿，立海陵王完颜亮爲皇帝。因為擁立海陵王即位的功績，累進左丞相、侍中、左副元帥，封蕭王。
天德二年（1150年），完颜亮对他杀害金熙宗后不劝进自己心怀怨恨，左遷秉德行台尚書省事。完颜乌带指控他和尚書省令史蕭玉謀反、完颜亮命他逮捕入獄。夏四月完颜秉德在燕京斬首。其弟特里、飐里及宗翰子孙三十余人亦并处死。两个弟媳高氏、蒲察氏相继被完颜亮纳入后宫。
完颜乌带獲得完颜秉德財產，金世宗即位，爲完颜秉德追複官爵，赠仪同三司。

## 延伸阅读
[在维基数据编辑]
 《金史·卷132》，出自脱脱《遼史》